# Rozsobnik
Rozsobnik (Chorispora R.Br. ex DC.) – rodzaj roślin należący do rodziny kapustowatych. Obejmuje 13 gatunków występujących od Europy Wschodniej (Bułgaria, Ukraina), Azji Mniejszej i Bliskiego Wschodu po wschodnią Azję. Rozsobnik delikatny Ch. tenella jest poza tym obszarem szeroko rozprzestrzenionym, inwazyjnym chwastem (rośnie w Ameryce Północnej i Południowej, w północno-zachodniej Afryce, w środkowej i północno-wschodniej Europie oraz na Dalekim Wschodzie). Odnotowany został jako gatunek przejściowo zawlekany (efemerofit) także w Polsce. Owoce Chorispora sabulosa są jadane w Himalajach.

## Morfologia
PokrójRośliny jednoroczne, rzadziej byliny, zwykle owłosione, często gruczołowato. Włoski proste.
LiścieOdziomkowe zebrane zwykle w rozetę przyziemną, pierzasto klapowane do ząbkowanych. Liście łodygowe występują u gatunków rocznych, są krótkoogonkowe, kształtem podobne do odziomkowych.
KwiatyZebrane w grona silnie wydłużające się w czasie owocowania, ale u niektórych gatunków wyrastają także z rozet pojedynczo na długich szypułkach. Działki kielicha jajowate, prosto wzniesione, boczna para silnie woreczkowato rozdęta. Płatki korony 4, w różnych odcieniach fioletu, żółte lub białe, łopatkowate do podługowatych, wyraźnie dłuższe od działek. Pręcików 6, są wyraźnie czterosilne, z podługowatymi, równowąskimi, rzadko jajowatymi pylnikami. Zalążnia górna z 5–30 zalążkami.
OwoceRównowąskie łuszczyny walcowate lub przewęziste, rozpadające się na jednonasienne człony, zwykle silnie odgięte od osi kwiatostanu.

## Systematyka
Pozycja systematyczna
Rodzaj należy do rodziny kapustowatych (Brassicaceae), a w jej obrębie do plemienia Chorisporeae.
Wykaz gatunków
- Chorispora bungeana Fisch. & C.A.Mey.
- Chorispora gracilis Ernst
- Chorispora greigii Regel
- Chorispora iberica (M.Bieb.) DC.
- Chorispora insignis Pachom.
- Chorispora macropoda Trautv.
- Chorispora persica Boiss.
- Chorispora purpurascens (Banks & Sol.) Eig
- Chorispora sabulosa Cambess.
- Chorispora sibirica (L.) DC.
- Chorispora songarica Schrenk
- Chorispora tashkorganica Al-Shehbaz & al.
- Chorispora tenella (Pall.) DC. – rozsobnik delikatny